# 亞諾瓦湖

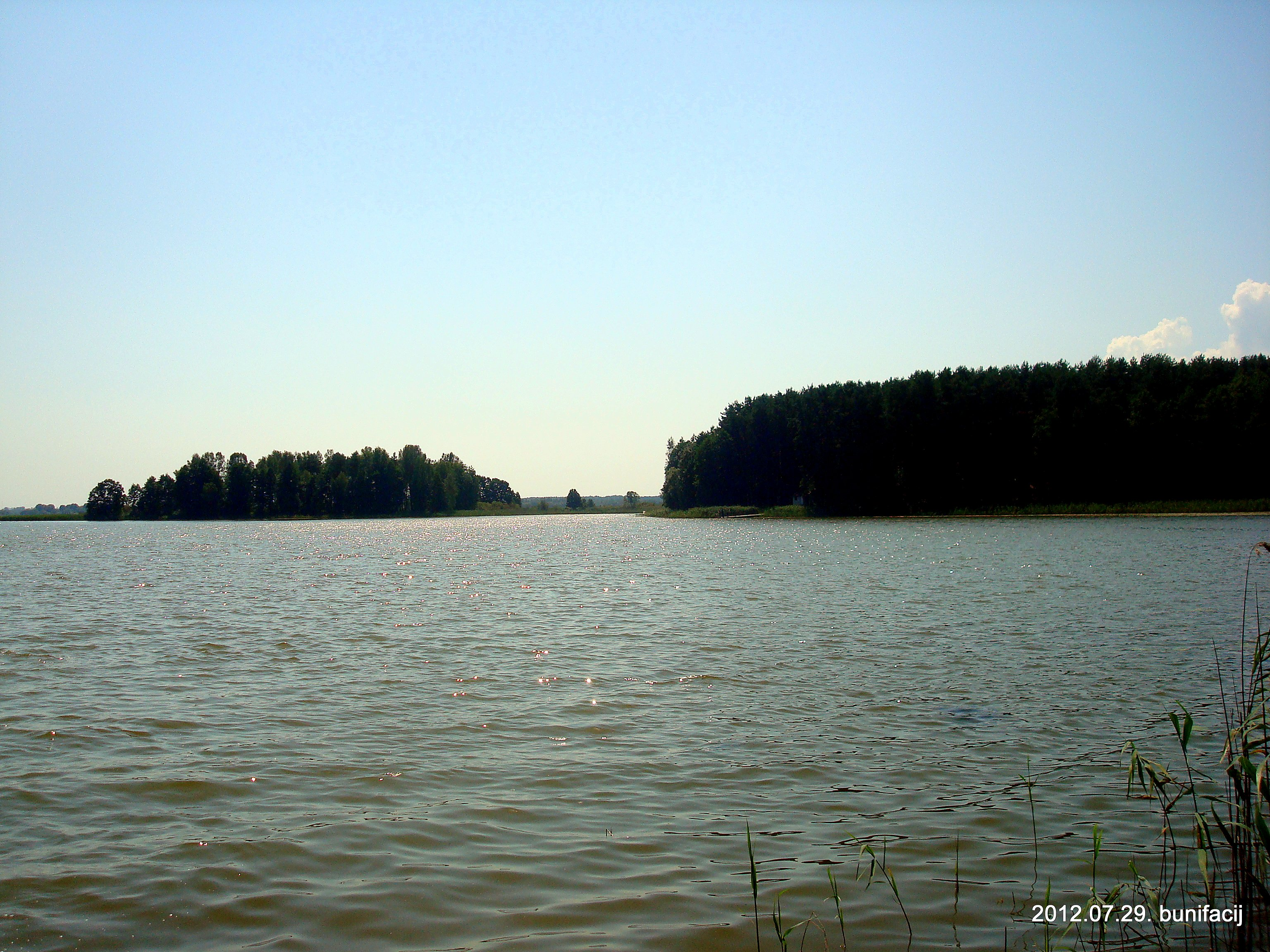
亞諾瓦湖

亞諾瓦湖（白俄羅斯語：Янова）是白俄羅斯的湖泊，位於波洛茨克以南22公里，由維捷布斯克州負責管轄，長6.5公里、寬2.2公里，面積7.7平方公里，集水區面積721平方公里，海拔高度127米，湖岸線長度25公里，平均水深5.4米，最大水深13.2米。